# جیایوگوان سیتی
جیایوگوان سیتی (به لاتین: Jiayuguan City) یک شهر مرکزی در جمهوری خلق چین است که در گانسو واقع شده‌است. جیایوگوان سیتی ۲٬۹۳۵ کیلومتر مربع مساحت و ۲۳۱٬۸۵۳ نفر جمعیت دارد.

## خواهرخوانده
شهر کرمنچوک خواهرخواندهٔ جیایوگوان سیتی هست.